# Anaxandridas
Anaxandridas ist ein antiker, griechischer, männlicher Vorname.

## Herkunft und Bedeutung
altgriechisch Ἀναξανδρίδας; Ionisch Ἀναξανδρίδης
Der Name ist altgriechischen Ursprungs und bedeutet Gebieter über Menschen.

## Varianten
- deutsch: Anaxandrides, Anaxandros, Anaxander

## Bekannte Namensträger
- Anaxandridas I., König von Sparta aus dem Haus der Eurypontiden.
- Anaxandridas II., König von Sparta aus dem Haus der Agiaden.